# Abwehrgruppe-111
Abwehrgruppe-111 – oddział rozpoznawczo-wywiadowczy Abwehry podczas II wojny światowej
Grupa została utworzona w Królewcu krótko przed atakiem wojsk niemieckich na ZSRR 22 czerwca 1941 r. Podlegała Abwehrkommando-4. Operowała w okupowanej Litwie i na Łotwie w pasie działań niemieckiej 16 Armii gen. Ernsta Buscha. Kadra niemiecka składała się m.in. z ppłk. Hofmeiera, por. Lipperta, kpt. Bruno Schulza, mjr. Meiera. Abwehrgruppe była złożona początkowo głównie z Białych Rosjan. Agentura była werbowana spośród jeńców wojennych z Armii Czerwonej. Agenci byli wykorzystywani na okupowanych terenach ZSRR, a także byli przerzucani przez linię frontu. Pod koniec września 1941 r. przy grupie zostały utworzone specjalne kursy wywiadowcze na czele z b. kapitanem Armii Czerwonej Aleksandrem I. Rissem. Od pocz. 1942 r. kursanci pochodzili z szkoły wywiadowczej Abwehry w Valdze. Jako agenci-radiowcy byli werbowani Cyganie. W styczniu 1944 r. część Abwehrgruppe, stacjonującej w Rezekne, weszła w skład 667 Wschodniego Batalionu Strzeleckiego. Jego dowództwo objął mjr A. I. Riss. Pozostała część otrzymała nazwę Stab "Alexander". W tym czasie rozpoczął się aktywny werbunek Litwinów. Utworzono dla nich kursy wywiadowcze, na czele których stanął ppor. Wagner. Szkolono oddzielnie wywiadowców, a oddzielnie radiowców. Ogółem wyszkolono ok. 100 osób. W marcu 1945 r. Abwehrgruppe przeniosła się w rejon Szczecina, gdzie przemianowano ją na Sonderverband "Cezar". W kwietniu tego roku ewakuowała się do Neu-Brandenburga. Na pocz. maja przebywała w Schwerinie, gdzie poddała się Amerykanom.